# Eleuterio e Anzia
Eleuterio (o Eleftherios, in greco antico: Ἐλευθέριος?, in albanese Shën Lefter; Roma, I secolo – Roma, tra il 117 e il 120) e 
Anzia (Roma, I secolo – Roma, tra il 117 e il 120) sono stati due martiri cristiani, venerati come santi.

## Biografia
Secondo le prime leggende agiografiche (certamente non anteriori al V secolo) Eleuterio nacque a Roma, fu vescovo dell'Illiricum (oppure, secondo una leggenda più tarda, di Eca in Apulia) prima di essere riportato a Roma, dove fu martirizzato con sua madre Anzia, assieme ad altri undici loro compagni, tra il 117 e il 120, durante le persecuzioni anticristiane sotto l'impero di Adriano.

## Culto
La loro venerazione è particolarmente sentita in Albania e in Italia, ove la loro memoria è conservata in vari siti, tra cui la cattedrale di Rieti e la concattedrale di Troia.
In quanto al giorno della memoria liturgica, vi è discordanza tra le fonti: gli atti greci la fissano al 15 dicembre, quelli latini al 18 aprile (ad eccezione di un solo codice, che invece indica il 21 maggio).
Nella città di Velletri, ove si celebra appunto il 21 maggio, sant'Eleuterio è noto anche con il nome di san Liberato.